# Cristina Mittermeier
Cristina Mittermeier geb. Goettsch (* 26. November 1966 in Mexiko-Stadt) ist mexikanisch-amerikanische Umwelt-Fotografin und Gründerin der ILCP.

## Leben
Mittermeier studierte Meeresbiologie am Instituto Tecnológico y de Estudios Superiores de Monterrey, wandte sich aber bald der Fotografie zu. Die Gründung der International League of Conservation Photographers (ILCP) durch Cristina Mittermeier im Jahr 2005 gilt heute als offizielle Etablierung der Umweltfotografie als eigene Disziplin. Mittermeier versammelte mehr als 40 Umweltfotografen auf dem 8. World Wilderness Congress in Anchorage, Alaska, zu einem Symposion und gründete mit diesen die ILCP als Interessenvertretung und eigenständige Non-Profit-Organisation. Seither organisiert die ILCP Fotoexpeditionen und unterstützt Umweltgruppen durch die Lizenzierung von Bildmaterialien der ILCP-Fotografen.
Seit 2008 zählt Cristina Mittermeier zu den Sony Artisans of Imagery.
Mittermeier ist zusammen mit  Paul Nicklen Gründerin der Umweltorganisation SeaLegacy.
Seit 1991 ist sie mit Russell Mittermeier, einem US-amerikanischen Anthropologen, verheiratet. Das Paar hat zwei Söhne.

## Veröffentlichungen
Cristina Mittermeier hat eine Vielzahl an Büchern veröffentlicht, u. a. in der CEMEX Conservation Book Series.
- Hotspots: Earth's Biologically Richest and Most Endangered Terrestrial Ecoregions, 1999. Conservation International, Washington, DC
- Megadiversity: Earths Biologically Wealthiest Nations, 1997. CEMEX, Mexico
- Wildlife Spectacles
- Hotspots Revisited: Earth's Biologically Richest and Most Endangered Terrestrial Ecoregions, 2005.[5]  Conservation International, mit einem Vorwort von Harrison Ford und Ed Wilson.
- Wilderness Areas: Earth’s Last Wild Places, 2003. Conservation International, Washington, DC.
- TransboundaryConservation: A New Vision for Protected Areas, 2005. Conservation International, Washington, DC.
- The Human Footprint: Challenges for Wilderness and Biodiversity, 2006. CEMEX, Conservation International, ILCP. Mexiko.
- A Climate for Life, Facing the Global Challenge, 2008. CEMEX, Conservation International, ILCP. Mexiko
- The Wealth of Nature, 2009. CEMEX, Conservation International, ILCP, Mexiko.
- Freshwater; the Essence of Life, 2010. CEMEX, Conservation International, ILCP.